# Елизаветка (Красноярский край)
Елизаветка — деревня в Нижнеингашском районе Красноярского края. Входит в состав Тинского сельсовета.

## География
Деревня находится в восточной части края, в пределах таёжной лесорастительной зоны, при автодороге Р255 и железнодорожной линии Красноярск — Тайшет, на расстоянии приблизительно 30 километров (по прямой) к юго-востоку от Нижнего Ингаша, административного центра района. Абсолютная высота — 326 метров над уровнем моря.
Климат
Климат характеризуется как резко континентальный, с продолжительной морозной малоснежной зимой и коротким жарким летом. Зима продолжается в течение 6-7 месяцев. Абсолютный минимум температуры воздуха составляет −51 °C (по данным метеостанции г. Канска). Продолжительность периода с температурой более 10˚С составляет 100—110 дней. Среднегодовое количество атмосферных осадков составляет 484 мм.

## История
Основана в 1790 году. По данным 1926 года в деревне имелось 96 хозяйств и проживало 467 человек (229 мужчин и 238 женщин). В национальном составе населения того периода преобладали русские. В административном отношении входила в состав Решетского сельсовета Нижне-Ингашского района Канского округа Сибирского края.

## Население
| 2010 |
| ---- |
| 76   |

Половой состав
По данным Всероссийской переписи населения 2010 года в гендерной структуре населения мужчины составляли 48,7 %, женщины — соответственно 51,3 %.
Национальный состав
Согласно результатам переписи 2002 года, в национальной структуре населения русские составляли 98 % из 120 чел.